# Antonio Torres Orduña
Antonio Torres Orduña (Benissa, Marina Alta, 1848 - 29 d'agost de 1915) fou un terratinent i polític valencià, nebot de Joaquín de Orduña y Feliu i un dels principals propietaris agrícoles de Benissa i Pego. Fou diputat a les Corts Espanyoles durant la restauració borbònica.

## Biografia
Estudià dret a la Universitat de València i fou nomenat cap del Partit Conservador a la comarca de la Marina. Fou alcalde de Benissa de 1877 a 1882, diputat provincial d'Alacant entre 1877 i 1884.
Fou elegit diputat a Corts per primer cop a les eleccions generals espanyoles de 1884 pel districte de Dénia, i fou escollit successivament diputat per La Vila Joiosa a les eleccions de 1891, 1893, 1898 i 1901 i per Pego a les de 1914. També fou escollit senador per la província d'Alacant a les eleccions de 1903, 1907 i 1910. Aprofità el seu mandat parlamentari per a fomentar la construcció de carretes al seu districtes, donar suport l'exportació de panses i la concessió d'ajudes als agricultors per les plagues de la fil·loxera.
Fou tan gran el seu poder a la Marina que fins i tot el 1914 va pactar amb el dirigent liberal del Baix Segura, Trinitario Ruiz Capdepón, l'anomenat Pacte del Barranquet, pel qual asseguraven la presència l'un a l'altre a les Corts. Fou un dels grans cacics polítics de la Marina Baixa juntament amb Alejandro Sendra Burgos de Pego, José Antonio Cervera de Dénia, Francisco Gozálbez de Cocentaina i Francisco Moltó Valor d'Alcoi. A la seva mort fou substituït com a diputat per José Torres Sala.